# Chi Sắn dây
Chi Sắn dây (danh pháp khoa học: Pueraria) là chi  thực vật có hoa trong họ Fabaceae. Chi này được Augustin Pyramus de Candolle lập ra năm 1825, với hai loài được ông mô tả là P. tuberosa và P. wallichii.

## Giới hạn phân loại
Chi này như định nghĩa truyền thống là đa ngành, với một số loài có quan hệ họ hàng gần với một số chi khác trong tông Phaseoleae. Các nghiên cứu năm 2015, 2016 của Egan et al. chia tách Pueraria nghĩa truyền thống thành 5 nhánh, với nhánh chứa loài điển hình P. tuberosa  tạo thành định nghĩa của chi Pueraria nghĩa mới và đơn ngành.

## Các loài
Tại thời điểm năm 2022, cơ sở dữ liệu Plants of the World Online của Kew công nhận 18 loài.
- Pueraria alopecuroides Craib, 1910
- Pueraria bella Prain, 1898
- Pueraria bouffordii H.Ohashi, 2005
- Pueraria calycina Franch., 1890
- Pueraria candollei Wall. ex Benth., 1867
- Pueraria edulis Pamp., 1910: Sắn dây ăn, thực dụng cát đằng.
- Pueraria garhwalensis L.R.Dangwal & D.S.Rawat, 1996
- Pueraria grandiflora B.Pan bis & Bing Liu, 2015
- Pueraria imbricata Maesen, 1985
- Pueraria lacei Craib, 1915
- Pueraria maesenii Niyomdham, 1992
- Pueraria mirifica Airy Shaw & Suvat., 1952
- Pueraria montana (Lour.) Merr., 1935: Sắn dây rừng, sắn dây Việt Nam, Việt Nam cát đằng.
  - Pueraria montana var. lobata (Willd.) Maesen & S.M.Almeida ex Sanjappa & Predeep, 1992: Sắn dây hoang, dã cát.
  - Pueraria montana var. montana: Nguyên chủng.
  - Pueraria montana var. thomsonii (Benth.) M.R.Almeida, 1998: Sắn dây, cát căn, cam cát đằng.
- Pueraria neocaledonica Harms, 1906
- Pueraria pulcherrima Merr. ex Koord.-Schum., 1914
- Pueraria sikkimensis Prain, 1897
- Pueraria tuberosa (Roxb. ex Willd.) DC., 1825
- Pueraria xyzhui H.Ohashi & Iokawa, 2006

## Các thành viên cũ
Phần còn lại của chi Pueraria nghĩa truyền thống thuộc về 4 nhánh còn lại, với chi tiết như sau:
- Neustanthus Benth., 1852 – được phục hồi lại, có quan hệ chị-em với Sinodolichos
  - P. phaseoloides (Roxb.) Benth., 1867 → N. phaseoloides (Roxb.) Benth., 1852. P. edulis, P. montana và N. phaseoloides thường được gọi là sắn dây hay đậu ma (tên tiếng Anh: kudzu). Các khác biệt hình thái giữa các loài này là rất khó nhận thấy.[9]
    - N. phaseoloides var. javanicus (Benth.) A.N.Egan & B.Pan, 2015 (đồng nghĩa: P. javanica (Benth.) Benth., 1867)
    - N. phaseoloides var. phaseoloides
    - N. phaseoloides var. subspicatus (Benth.) A.N.Egan & B.Pan, 2015 (đồng nghĩa: P. subspicatus (Benth.) Benth., 1867)
- Teyleria
  - P. stricta Kurz, 1873 → T. stricta (Kurz) A.N.Egan & B.Pan, 2015
- Toxicopueraria A.N.Egan & B.Pan, 2015 – Có quan hệ chị-em với Cologania
  - P. peduncularis (Benth.) Graham ex Benth. , 1867 → T. peduncularis (Benth.) A.N.Egan & B.Pan, 2015: Đậu ma cọng.
  - P. yunnanensis Franch., 1890→ T. yunnanensis (Franch.) A.N.Egan & B.Pan, 2015: Vân Nam cát đằng.
- Haymondia A.N.Egan & B.Pan, 2015 – Có thể nằm ngoài Glycininae, gần với Kennediinae; được biết đến trong một thời gian dài như là đặt sai chỗ.
  - P. wallichii DC., 1825 → H. wallichii (DC.) A.N.Egan & B.Pan, 2015

Các danh pháp sau đây không được chấp nhận ngay cả trước Egan (2016), nhưng có công bố hợp lệ:
- P. omeiensis Wang et Tang → P. montana:[10] Nga Mi cát đằng (峨眉葛藤 ). Danh pháp không được chấp nhận, lấy theo tên núi Nga Mi.[2]
- P. stracheyi Baker, 1876 → Apios carnea (Wall.) Benth. ex Baker., 1876
- P. maclurei (F. P. Metcalf) F. J. Herm., 1962 → Sinodolichos lagopus (Dunn) Verdc., 1970 –  Vẫn được WFO công nhận.

## Hình ảnh

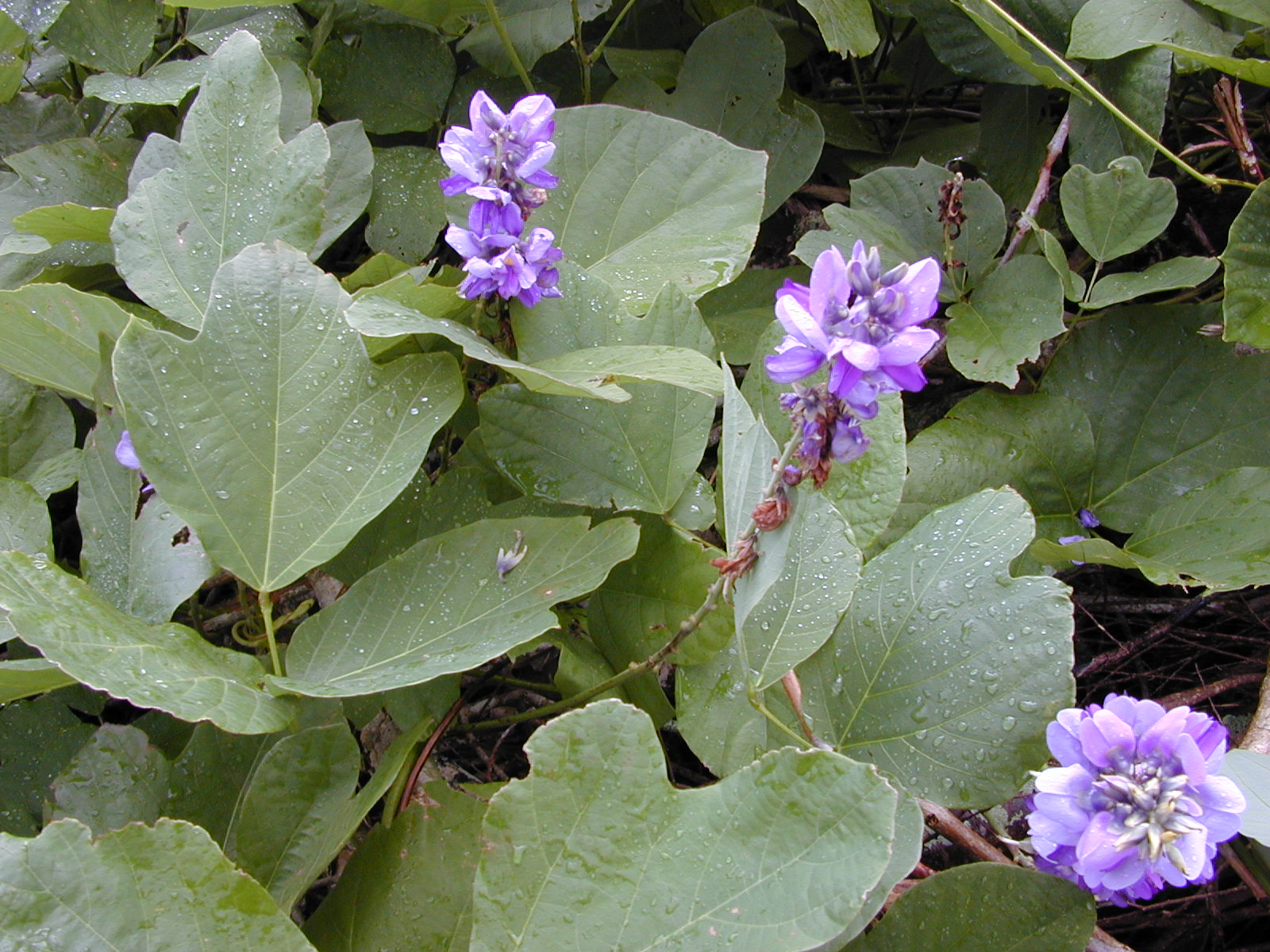
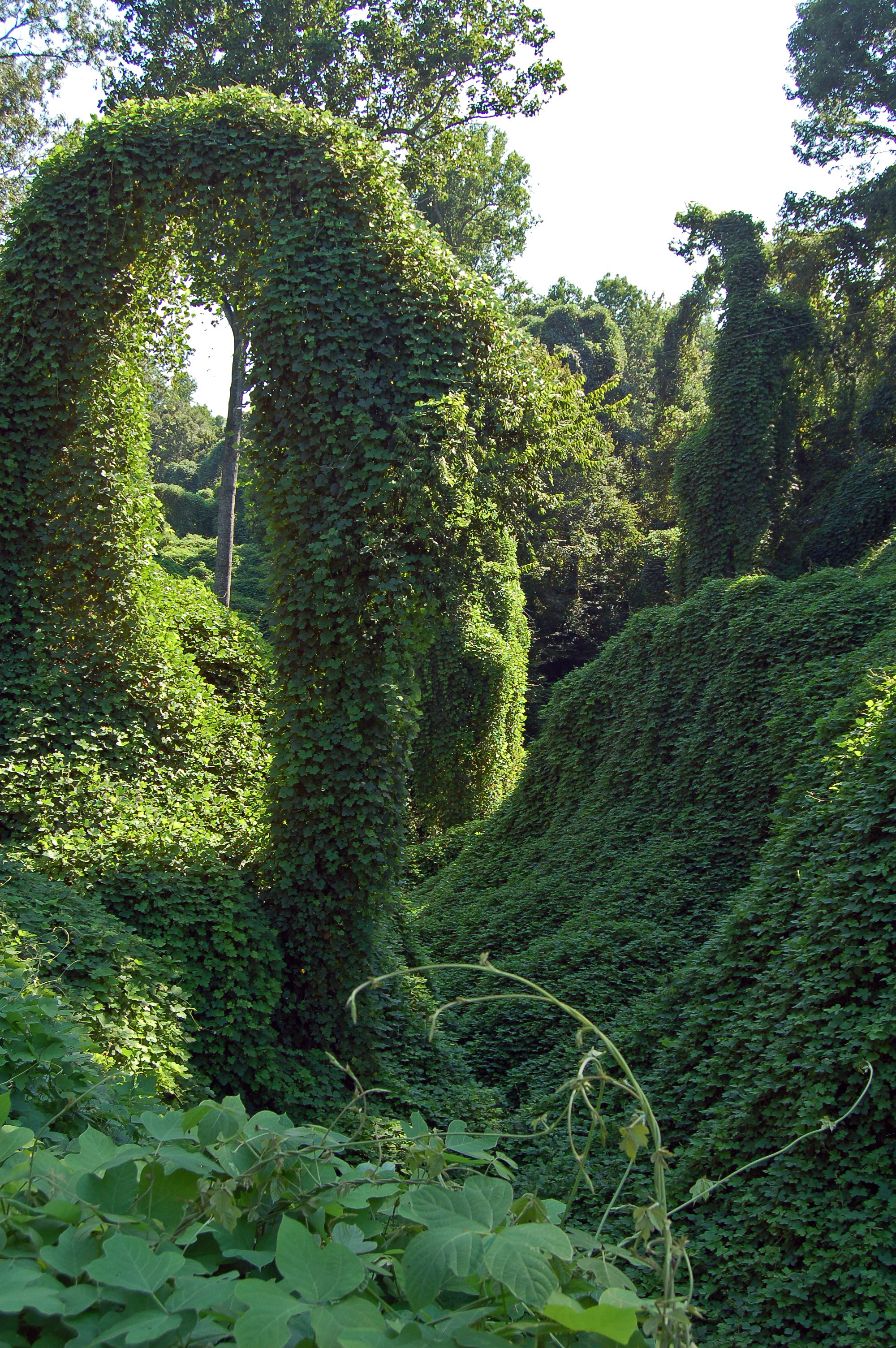
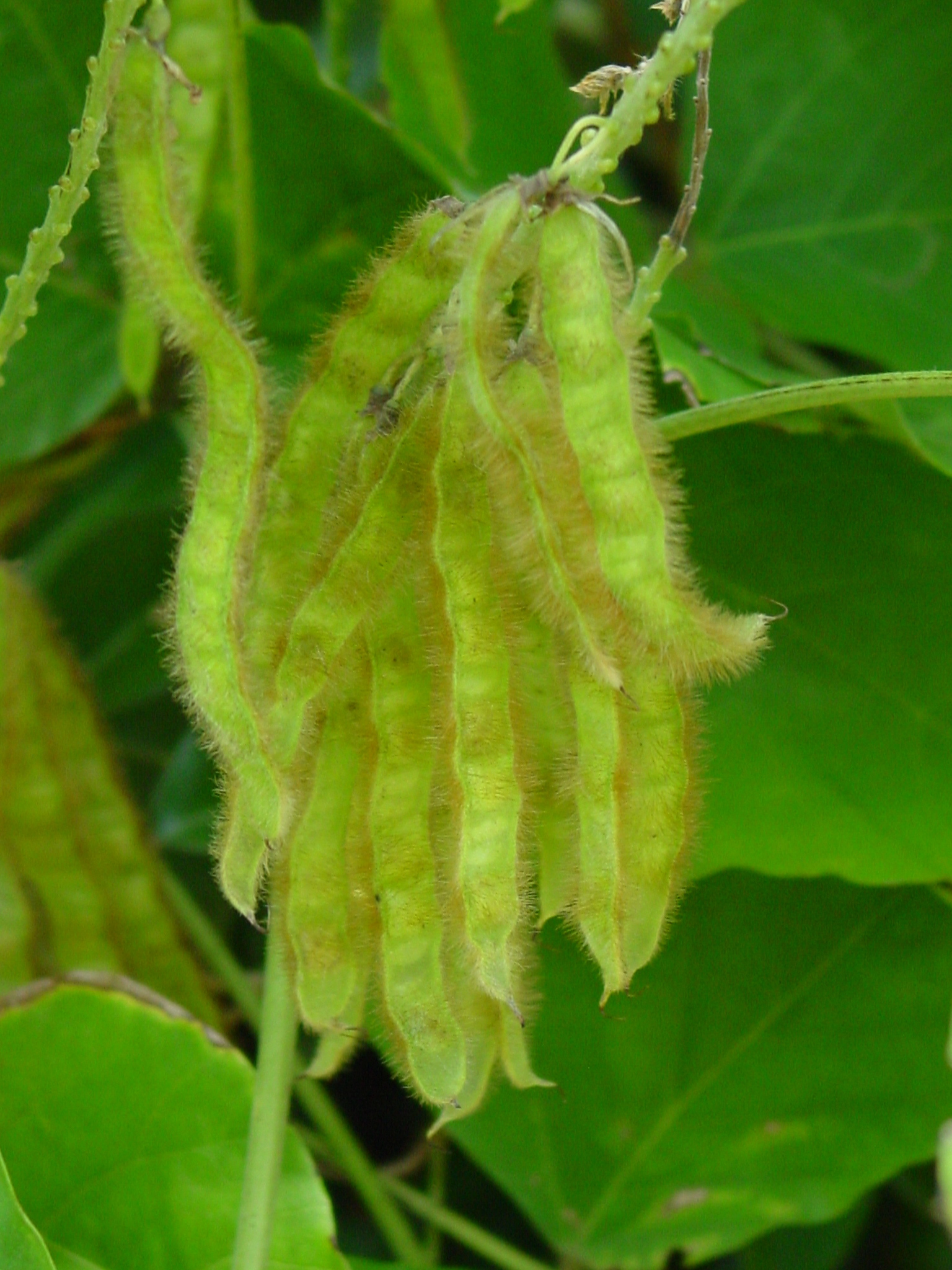